# Eremaeozetes sabinae
Eremaeozetes sabinae är en kvalsterart som beskrevs av Schatz 2000. Eremaeozetes sabinae ingår i släktet Eremaeozetes och familjen Eremaeozetidae. Inga underarter finns listade i Catalogue of Life.